# Девон Морріс
Девон Морріс (англ. Devon Morris; нар. 22 січня 1961) — ямайський легкоатлет, що спеціалізувався з бігу на 400 метрів.
Учасник літніх Олімпійських ігор 1984 року в Лос-Анджелесі (США), 1988 року в Сеулі (Південна Корея) та 1992 року в Барселоні (Іспанія).
У 1990 році став чемпіоном Ігор Центральної Америки і Карибського басейну.